# 11월 10일
11월 10일은 그레고리력으로 314번째(윤년일 경우 315번째) 날에 해당한다.

## 사건
- 1444년 - 바르나 전투: 브와디스와프 3세가 무라드 2세 술탄의 오스만 제국의 근위부대에 포위되어 전사하다.
- 1520년 - 덴마크의 크리스티안 2세가 스웨덴의 침공에 성공한 후 스톡홀름 피바다에서 많은 사람을 처형하다.
- 1619년 - 르네 데카르트가 제1철학에 관한 성찰(Meditations on First Philosophy)에 영감을 준 꿈을 꾸다.
- 1674년 - 영국-네덜란드 전쟁: 웨스트민스터 조약 체결에 따라 네덜란드가 잉글랜드에게 뉴네덜란드를 할양하다.
- 1766년 - 뉴저지의 마지막 식민지 총독 윌리엄 프랭클린이 여왕 대학 설립증에 서명하다. 이 대학은 나중에 러트거스 대학교(Rutgers University)로 개칭되었다.
- 1775년 - 새뮤얼 니콜라스(Samuel Nicholas)가 필라델피아 턴 테번에서 미국 해병대를 창설했다.
- 1793년 - 프랑스 혁명: 국민 공회가 피에르 쇼메떼(Pierre Gaspard Chaumette)의 제안을 받아들여 이성의 여신(Goddess of Reason)을 공표하다
- 1847년 - 여객선 스티번 휘트니 호가 항해 중에 아일랜드 남부 해안에서 짙은 안개 속에서 난파하여 갑판에 있던 110명 중 92명이 사망했다. 패스트넷 록 등대는 이 재난때문에 세워졌다.
- 1865년 - 조지아주 앤더슨빌 포로수용소 소장이었던 헨리 위츠 소령이 처형되었다. 위츠 소령은 남북전쟁 중 전쟁 범죄로 유일하게 처형된 사람이었다.
- 1871년 - 헨리 모턴 스탠리(Henry Morton Stanley)가 탐험대와 함께 실종된 데이비드 리빙스턴과 탕가니카호 근처 우지지(Ujiji)에서 만나다.
- 1907년 - 대한협회 창립.
- 1997년 - 미국, 월드컴과 MCI 통신사가 370억달러 규모의 대규모 합병을 선언하다. 미국 역사에서 최대 규모 합병이었다.
- 2001년 - 중국(중화인민공화국)이 세계무역기구에 가입하다.
- 2006년 - 스리랑카 타밀족 의원 나저라자 라비야(Nadarajah Raviraj)가 콜롬보에서 암살당하다.
- 2007년 - '입 좀 다물지 않겠습니까?'. 스페인의 후안 카를로스 1세와 베네수엘라 대통령 우고 차베스 사이에 사건이 벌어졌다.
- 2009년 - 대한민국의 인천광역시의 대청도의 동쪽 9km지점에서 북한(조선민주주의인민공화국과의 대청해전이 일어났다.
- 2014년 -
  - 대한민국의 박근혜 대통령과 중화인민공화국의 시진핑 국가주석의 정상회담에서 한중 자유 무역 협정이 체결되었다.
  - 중화인민공화국 베이징에서 제26회 APEC 정상회의가 개최되었다.

## 문화
- 1975년 - 동양방송 FM, FM대행진 첫방송.
- 1990년 - 대한민국 최초의 축구 전용구장인 포항 축구 전용구장 개장.
- 2000년 - 서해대교 개통.
- 2001년 - 서울월드컵경기장 개장.
- 2002년 - KBO 리그 KBO 한국시리즈 6차전에서 삼성 라이온즈가 LG 트윈스를 10대 9로 꺾고 시리즈 전적 4승 2패로 1985년 이후 17년만에 통산 2번째 우승을 달성하였다.
- 2011년 - 대한민국에서 대학수학능력시험 시행
- 2020년 - 엑스박스 시리즈 X/S가 출시되었다.

## 탄생
- 1431년 - 왈라키아의 공작 블라드 3세 체페슈. (~1476년)
- 1433년 - 부르고뉴의 공작 샤를 1세 드 부르고뉴 공작. (~1477년)
- 1483년 - 독일의 종교개혁가 마르틴 루터. (~1546년)
- 1759년 - 독일 고전주의 극작가 프리드리히 폰 쉴러. (~1805년)
- 1810년 - 체코슬로바키아의 시인 카렐 히네크 마하. (~1836년)
- 1878년 - 미국의 야구 선수 사이 모건. (~1962년)
- 1879년
  - 아일랜드의 시인, 혁명가 패트릭 피어스. (~1916년)
  - 미국의 시인 바첼 린지. (~1931년)
- 1895년 - 미국의 엔지니어이자 사업가, 노스럽 그러먼 설립자 잭 노스롭. (~1981년)
- 1905년 - 일제강점기의 공무원, 정치인, 기업인 이원종. (~1956년)
- 1909년 - 미국의 군인 에드윈 워커. (~1993년)
- 1910년 - 일본의 야구인 니시무라 유키오. (~1945년)
- 1919년
  - 콩고민주공화국의 정치인 모이즈 촘베. (~1969년)
  - 러시아의 군인 및 발명가 미하일 칼라시니코프. (~2013년)
- 1925년 - 영국의 배우 리처드 버턴. (~1984년)
- 1928년 - 이탈리아의 작곡가 엔니오 모리코네. (~2020년)
- 1932년 - 미국의 배우 로이 샤이더. (~2008년)
- 1935년 - 대한민국의 군인, 정치인 안무혁. (~2019년)
- 1938년 - 대한민국의 정치인 박종우. (~2024년)
- 1941년 - 라트비아의 영화배우 밀톤 곤칼베스. (~2022년)
- 1942년 - 대한민국의 소설가 김지원. (~2013년)
- 1944년 - 키르기스스탄의 정치인 아스카르 아카예프.
- 1952년 - 대한민국의 기업인 강금원. (~2012년)
- 1953년 - 대한민국의 가수 강은철.
- 1955년 - 독일의 영화 감독 롤란트 에머리히.
- 1956년
  - 대한민국의 스피드 스케이팅 선수 이영하. (~2019년)
  - 대한민국의 법조인 김영란.
  - 일본의 전 야구 선수 다카하시 미치타케.
- 1958년 - 일본의 성우 오이카와 히토미.
- 1960년
  - 대한민국의 영화 감독 강우석.
  - 잉글랜드의 소설가 닐 게이먼.
  - 일본의 가수, 배우 카와시마 나오미. (~2015년)
- 1962년 - 대한민국의 쌍둥이 가수 안상수, 안상진 (수와진).
- 1963년 - 영국의 배우 휴 보너빌.
- 1964년
  - 대한민국의 의사, 수필가 박경철.
  - 중국의 범죄자 가오청융. (~2019년)
  - 대한민국의 전직 교수, 시사평론가 곽동수.
- 1965년
  - 대한민국의 전 변호사 겸 장관 이상민.
  - 대한민국의 성우 황미영.
- 1966년
  - 대한민국의 정치인 박완주.
  - 폴란드의 레슬링 선수 안제이 그웡프.
- 1967년 - 일본의 가수 이토 이치로. (Every Little Thing의 멤버)
- 1968년
  - 대한민국의 전 야구 선수 박기택.
  - 미국의 희극인 및 배우 트레이시 모건.
- 1969년
  - 독일의 축구 선수 옌스 레만.
  - 미국의 영화배우 엘런 폼페오.
- 1971년
  - 미국의 배우 월턴 고긴스.
  - 이란의 배우 니키 카리미.
- 1973년
  - 대한민국의 성우 구민선.
  - 멕시코의 축구 선수 마르코 안토니오 로드리게스.
  - 대한민국의 가수 조한.
- 1974년 - 대한민국의 공인노무사 김희석.
- 1975년 - 대한민국의 기업인 허진영.
- 1976년
  - 대한민국의 희극인 윤성호.
  - 핀란드의 전 축구 선수 셰프키 쿠치.
  - 대한민국의 희극인 정만호.
  - 대한민국의 가수, 작사가 김윤일.
  - 일본의 작곡가 후지모리 소타.
- 1977년
  - 대한민국의 배우 원빈.
  - 미국의 배우 브리트니 머피.
  - 미국의 종합격투기 선수 조쉬 바넷.
- 1978년
  - 대한민국의 야구 선수 정대현.
  - 대한민국의 축구 선수 박재홍.
  - 미국의 래퍼 이브.
  - 일본의 성우 간다 아케미.
  - 독일의 축구 선수 나딘 앙거러.
  - 미국의 전자 음악가 디플로.
  - 대한민국의 배우 진이한.
- 1979년 - 대한민국의 배우 윤지혜.
- 1980년
  - 대한민국의 성우 안영미.
  - 도미니카공화국 출신 미국의 야구인 토니 블랑코. (~2025년)
- 1982년
  - 대한민국의 가수 신유.
  - 대한민국의 만화가 미티.
- 1983년
  - 미국의 컨트리 가수 미란다 램버트.
  - 대한민국의 가수 조현민.
  - 대한민국의 배우 전수지.
- 1984년
  - 이집트의 축구 선수 아흐메드 파티.
  - 일본의 만화가, 소설가 카미야 유우.
  - 일본의 댄서 NAOKI.
  - 일본의 야구 선수 마키타 가즈히사.
- 1985년
  - 세르비아의 전 축구 선수 알렉산다르 콜라로브.
  - 대한민국의 아나운서 이창훈.
  - 일본의 배우 미우라 타카히로.
- 1986년
  - 대한민국의 배우 강길우.
  - 미국의 야구 선수 에릭 테임즈.
  - 대한민국의 작곡가 Warak.
- 1987년 - 대한민국의 농구 선수 최희진.
- 1988년
  - 스웨덴의 가수, 싱어송라이터 카지 오페이아.
  - 대한민국의 가수 김민지.
- 1989년
  - 영국의 배우 태런 에저턴.
  - 미국의 전 야구 선수 마이클 초이스.
  - 미국의 배우, 코미디언 셰리 콜라.
- 1990년
  - 일본의 야구 선수 니시 유키.
  - 대한민국의 가수 레오 (빅스).
- 1991년 - 대한민국의 축구 선수 고강준.
- 1992년
  - 대한민국의 가수 딘.
  - 잉글랜드의 축구 선수 윌프리드 자하.
- 1993년
  - 대한민국의 가수 정보인 (나린).
  - 일본의 성우, 가수 타도코로 아즈사.
  - 대한민국의 축구 선수 김기태.
- 1994년
  - 일본의 축구 선수 아사노 다쿠마.
  - 미국의 배우 조이 도이치.
  - 캐나다의 육상 선수 앤드리 디 그라스.
- 1995년
  - 대한민국의 배우 이혜인.
  - 캐나다의 프리스타일 스키 선수 루이스 어빙.
- 1996년 - 대한민국의 배우 김혜윤.
- 1997년
  - 잉글랜드의 축구 선수 대니얼 제임스.
  - 이탈리아의 축구 선수 페데리코 디마르코.
- 1998년
  - 대한민국의 래퍼 그리.
  - 대한민국의 농구 선수 한엄지.
- 1999년
  - 미국의 배우 키어넌 십카.
  - 포르투갈의 축구 선수 주앙 펠릭스.
- 2000년
  - 미국의 배우 매켄지 포이.
  - 대한민국의 배우 박준목.
- 2001년 - 헝가리의 펜싱 선수 러브 크리스티안.
- 2002년 - 프랑스의 축구 선수 에두아르도 카마빙가.
- 2004년 - 대한민국의 래퍼 남도현 (X1).
- 2005년 - 대한민국의 배우 최보배.
- 2006년 - 대한민국의 가수 홍은채 (LE SSERAFIM).
- 2009년 - 캐나다의 배우 크리스천 콘베리.

### 미상
- 대한민국의 배우 손하정.
- 대한민국의 작곡가 올즈웰.
- 대한민국의 리포터 박경윤.

## 사망
- 1444년 - 크로아티아의 국왕 브와디스와프 3세. (1424년~)
- 1549년 - 제220대 로마의 교황 교황 바오로 3세. (1468년~)
- 1891년 - 프랑스의 시인 아르튀르 랭보. (1854년~)
- 1938년 - 터키의 대통령 무스타파 케말. (1881년~)
- 1968년 - 대한민국의 가수 차중락. (1942년~)
- 1982년 - 소련의 정치인 레오니트 브레즈네프. (1906년~)
- 2003년 - 대한민국의 군인, 정치인 박창암. (1923년~)
- 2005년 - 대한민국의 배우 정애란. (1927년~)
- 2006년 - 미국의 영화 배우 잭 팰런스. (1919년~)
- 2009년 - 독일의 축구 선수 로베르트 엥케. (1977년~)
- 2012년 - 일본의 배우 모리 미츠코. (1920년~)
- 2015년 - 독일의 정치인, 총리 헬무트 슈미트. (1918년~)
- 2016년 - 대한민국의 축구 선수, 축구 감독 박말봉. (1957년~)
- 2020년
  - 말리의 정치인 아마두 투마니 투레. (1948년~)
  - 스웨덴의 영화배우, 작가 스벤 볼테르. (1934년~)
  - 팔레스타인의 정치인, 외교관 사에브 에레카트. (1955년~)
- 2021년
  - 미국의 삽화가 겸 그래픽 예술가, 아티스트 밥 길. (1931년~)
  - 오스트레일리아의 종교지도자 노군홍. (1959년~)
- 2022년 - 미국의 영화배우 케빈 콘로이. (1955년~)
- 2023년
  - 대한민국의 정치인 박환희. (1970년~)
  - 그리스의 영화배우 스피로스 포카스. (1937년~)
  - 일본의 정치인 호소다 히로유키. (1944년~)
- 2024년
  - 미국의 육상 선수 댈러스 롱. (1940년~)
  - 대만의 평론가 장유화. (1954년~)

## 기념일
- 무스타파 케말 추모일: 터키
- 미 해병대 창립일: 1775년 11월 10일 미국에서 해병대가 창설된 것을 기념하는 날

## 같이 보기
- 전날: 11월 9일 다음날: 11월 11일 - 전달: 10월 10일 다음달: 12월 10일
- 음력: 11월 10일
- 모두 보기